# Stichoplastoris angustatus
Stichoplastoris angustatus là một loài nhện trong họ Theraphosidae.
Loài này thuộc chi Stichoplastoris. Stichoplastoris angustatus được Otto Kraus miêu tả năm 1955.